# 古廨古建筑群
古廨古建筑群，位于中国广西壮族自治区柳城县古砦仫佬族乡古廨屯，为一个省级文物保护单位，类型为古建筑，为第六批广西壮族自治区文物保护单位，公布时间为2009年5月4日。
古廨古建筑群的历史年代为明－清。